# Meg Harris
Meg Harris (Albury, 7 de marzo de 2002) es una deportista australiana que compite en natación, especialista en el estilo libre.
Participó en dos Juegos Olímpicos de Verano, obteniendo tres medallas, oro en Tokio 2020, en 4 × 100 m libre, y dos en París 2024, oro en 4 × 100 m libre y plata en 50 m libre.
Ganó cinco medallas en el Campeonato Mundial de Natación entre los años 2022 y 2025, y cinco medallas en el Campeonato Mundial de Natación en Piscina Corta, en los años 2022 y 2024.
En 2022 fue condecorada con la Medalla de la Orden de Australia (OAM).

## Palmarés internacional
| Juegos Olímpicos                    | Juegos Olímpicos      | Juegos Olímpicos  | Juegos Olímpicos     |
| Año                                 | Lugar                 | Medalla           | Prueba               |
| ----------------------------------- | --------------------- | ----------------- | -------------------- |
| 2020                                | Tokio (Japón)         | Medalla de oro    | 4 × 100 m libre      |
| 2024                                | París (Francia)       | Medalla de oro    | 4 × 100 m libre      |
| 2024                                | París (Francia)       | Medalla de plata  | 50 m libre           |
| Campeonato Mundial                  |                       |                   |                      |
| Año                                 | Lugar                 | Medalla           | Prueba               |
| 2022                                | Budapest (Hungría)    | Medalla de oro    | 4 × 100 m libre      |
| 2022                                | Budapest (Hungría)    | Medalla de bronce | 50 m libre           |
| 2023                                | Fukuoka (Japón)       | Medalla de oro    | 4 × 100 m libre      |
| 2025                                | Singapur (Singapur)   | Medalla de oro    | 50 m libre           |
| 2025                                | Singapur (Singapur)   | Medalla de oro    | 4 × 100 m libre      |
| Campeonato Mundial en Piscina Corta |                       |                   |                      |
| Año                                 | Lugar                 | Medalla           | Prueba               |
| 2022                                | Melbourne (Australia) | Medalla de oro    | 4 × 100 m libre      |
| 2022                                | Melbourne (Australia) | Medalla de plata  | 4 × 50 m libre       |
| 2022                                | Melbourne (Australia) | Medalla de plata  | 4 × 100 m estilos    |
| 2022                                | Melbourne (Australia) | Medalla de plata  | 4 × 50 m libre mixto |
| 2024                                | Budapest (Hungría)    | Medalla de plata  | 4 × 100 m libre      |